# 北美洲旗帜列表
这是一个有关于北美洲国家国旗和相关区域国际组织旗帜的条目。

一张包含着北美洲所有国家的国旗地图

| 加拿大         | 1:2   | 国旗 | 加拿大                 | 墨西哥               | 4:7     | 國旗 | 墨西哥合眾國         |
| 美国           | 10:19 | 国旗 | 美利堅合眾國           | 伯利兹               | 3:5     | 國旗 | 伯利茲               |
| 哥斯达黎加     | 3:5   | 国旗 | 哥斯達黎加共和國       | 萨尔瓦多             | 189:335 | 國旗 | 薩爾瓦多共和國       |
| 洪都拉斯       | 1:2   | 國旗 | 洪都拉斯共和國         | 危地马拉             | 5:8     | 國旗 | 危地馬拉共和國       |
| 尼加拉瓜       | 3:5   | 國旗 | 尼加拉瓜共和國         | 巴拿马               | 2:3     | 國旗 | 巴拿馬共和國         |
| 古巴           | 1:2   | 國旗 | 古巴共和國             | 安提瓜和巴布达       | 2:3     | 國旗 | 安提瓜和巴佈達       |
| 巴巴多斯       | 2:3   | 国旗 | 巴巴多斯               | 多明尼加             | 2:3     | 國旗 | 多米尼加共和國       |
| 海地           | 2:3   | 国旗 | 海地共和國             | 聖克里斯多福及尼維斯 | 2:3     | 國旗 | 聖基茨和尼維斯聯邦   |
| 格林纳达       | 3:5   | 国旗 | 格林納達               | 圣文森特和格林纳丁斯 | 2:3     | 國旗 | 聖文森特和格林納丁斯 |
| 千里達及托巴哥 | 3:5   | 国旗 | 特立尼達和多巴哥共和國 | 巴哈马               | 1:2     | 國旗 | 巴哈馬國             |
| 圣卢西亚       | 1:2   | 國旗 | 聖盧西亞               | 牙买加               | 1:2     | 國旗 | 牙買加               |
| 多米尼克       | 1:2   | 国旗 | 多米尼克國             | 波多黎各             | 2:3     | 國旗 | 波多黎各自由邦       |

## 国际组织旗帜
- 安第斯共同体旗帜
- 加勒比共同体旗帜
- 中美洲统合体旗帜
- 北大西洋公约组织旗帜
- 美洲国家组织旗帜

## 北美洲旗帜

### 主权国家国旗
- 加拿大国旗
另见：加拿大旗帜列表
- 墨西哥国旗
- 美国国旗
另见：美国旗帜列表

### 海外属地或政治实体旗帜
- 百慕大旗帜
 ( 英国)
- 克利珀顿岛旗帜
( 法國)
- 格陵兰旗帜
 ( 丹麦)
- 圣皮耶与密克隆群岛旗帜（非官方）
( 法國)

## 中美洲旗帜

### 主权国家旗帜
- 伯利兹国旗
- 哥斯达黎加国旗
- 萨尔瓦多国旗
- 危地马拉国旗
- 洪都拉斯国旗
- 尼加拉瓜国旗
- 巴拿马国旗

## 加勒比海地区旗帜

### 主权国家旗帜
- 安提瓜和巴布达国旗
- 巴哈马国旗
- 巴巴多斯国旗
另见：巴巴多斯旗帜列表
- 古巴国旗
- 多米尼克国旗
- 多米尼加共和国国旗
- 格林纳达国旗
- 海地国旗
- 牙买加国旗
- 圣基茨和尼维斯国旗
- 圣卢西亚国旗
- 圣文森特和格林纳丁斯国旗
- 特立尼达和多巴哥国旗

### 海外属地或政治实体旗帜
- 安圭拉旗帜 
( 英国)
- 阿鲁巴旗帜
 ( 荷蘭)
- 博奈尔旗帜 
( 荷蘭)
- 英属维尔京群岛旗帜
 ( 英国)
- 開曼群島 
 ( 英国)
- 库拉索旗帜 
( 荷蘭)
- 瓜德罗普旗帜（非官方）
( 法國)
- 马提尼克旗帜 
( 法國)
- 蒙特塞拉特旗帜 
( 英国])
- 纳弗沙岛旗帜（非官方）( 美国)纳弗沙岛旗帜（非官方）
( 美国)
- 波多黎各旗帜
 ( 美国)
- 萨巴旗帜 
( 荷蘭)
- 圣巴泰勒米岛旗帜（非官方）
( 法國)
- 法属圣马丁旗帜（非官方）
( 法國)
- 圣尤斯特歇斯旗帜
( 荷蘭)
- 荷属圣马丁旗帜 
( 荷蘭)
- 特克斯和凯科斯群岛旗帜 
 ( 英国)
- 美属维尔京群岛旗帜
 ( 美国)